# Lechnica
Lechnica este o comună slovacă, aflată în districtul Kežmarok din regiunea Prešov. Localitatea se află la altitudinea de 485 m deasupra n.m., se întinde pe o suprafață de 12,43 km2 și în 2017 număra 252 de locuitori.

## Istoric
Localitatea Lechnica este atestată documentar din 1319.

## Demografie
| An:                | 1994 | 2004   | 2014    | 2024   |
| ------------------ | ---- | ------ | ------- | ------ |
| Număr de persoane: | 287  | 315    | 266     | 263    |
| Diferență:         |      | +9,75% | −15,55% | −1,12% |

| An:                | 2023 | 2024   |
| ------------------ | ---- | ------ |
| Număr de persoane: | 260  | 263    |
| Diferență:         |      | +1,15% |